# Жолт Ердеї
Жолт Ердеї (угор. Zsolt Erdei; нар. 31 травня 1974, Будапешт) — угорський професійний боксер першої важкої ваги, чемпіон світу за версією WBO (2004—2009) в напівважкій вазі, за версією WBC (2009) в першій важкій вазі, призер Олімпійських ігор, чемпіон світу та Європи серед любителів.

## Аматорська кар'єра
На чемпіонаті світу 1995 переміг у першому бою Єрмахана Ібраїмова (Казахстан) — 8-5, а в другому програв Дірку Айгенбродт (Німеччина) — 4-10.
На чемпіонаті Європи 1996 Ердеї здобув срібну медаль, здолавши в півфіналі Олександра Лебзяка (Росія) — 6-5 і програвши в фіналі Свену Оттке (Німеччина) — 1-3.

### Виступ на Олімпіаді 1996
- У першому раунді переміг Хуана Пабло Лопеса (Мексика) — RSC-3
- У другому раунді програв Маліку Бейлероглу (Туреччина) — 8-9

На чемпіонаті світу 1997 Ердеї став чемпіоном, здобувши перемоги у півфіналі над Дірком Айгенбродтом (Німеччина) — 7-5 і в фіналі над Аріелем Ернандес (Куба) — 8-2.
На чемпіонаті Європи 1998 Ердеї став чемпіоном, здобувши перемоги у півфіналі над Жаном-Полем Менді (Франція) — 6-2 і в фіналі — над Браяном Мегі (Ірландія) — 10-2.
На чемпіонаті світу 1999 Ердеї програв в першому бою В'ячеславу Бурба (Казахстан) — 5-6.
На чемпіонаті Європи 2000 Ердеї став чемпіоном вдруге, здобувши перемоги у півфіналі над Олександром Зубріхіним (Україна) — 10-1 і в фіналі над Степаном Божичем (Хорватія) — 11-5.

### Виступ на Олімпіаді 2000
- У другому раунді переміг Владислава Візілтера (Киргизстан) — RSC
- У чвертьфіналі переміг Олександра Зубріхіна (Україна) — 14-9
- У півфіналі програв Гайдарбеку Гайдарбекову (Росія) — 16-24

## Професіональна кар'єра
5 грудня 2000 року Ердеї провів перший бій на профірингу.
2002 року завоював вакантний титул інтерконтинентального чемпіона за версією WBO в напівважкій вазі.
17 січня 2004 року в бою з Хуліо Сезарем Гонсалесом (Мексика) завоював титул чемпіона світу WBO і утримував його протягом п'яти років, провівши одинадцять успішних захистів, у тому числі проти Уго Гарай (Аргентина) (двічі), Томаса Ульріха (Німеччина) та Юрія Барашяна (Україна).
2009 року Ердеї вирішив піднятися у вищу вагову категорію, щоб зустрітися в поєдинку з чемпіоном світу за версією WBC у першій важкій вазі Джакоббе Фрагомені (Італія). 21 листопада 2009 року Ердеї здобув перемогу над Фрагомені рішенням більшості суддів, відібравши у італійця титул чемпіона.
Після цього поєдинку у Ердеї добіг кінця контракт з промоутерською компанією «Universum Box-Promotion», і він відмовився від чемпіонського титулу, щоб продовжити свою кар'єру в США. 2011 року провів у Сполучених Штатах два переможних боя. Останні два виступа угорського боксера відбулися знову в Європі.